# Мошинский, Пётр Станислав
Граф Пётр Стани́слав Войцех Алозий Моши́нский в русских документах использовалось отчество Игнатьевич (пол. Piotr Stanisław Moszyński, 30 апреля 1800 года, Краков — 19 августа 1879 года, Краков) — польский общественный деятель, коллекционер и меценат, волынский губернский маршал дворянства в 1823—1826 годах. 

## Биография
Уроженец Сандомирского воеводства (имение отца Лонёв). Отец Гилярий-Игнацы Мошинский (1763—1827), мать — Зофия Ромишовская. Получил образование в школе монахов-цистерианцев в Копшивице, в Терезианской коллегии в Вене и Кременецком лицее. Состояние — 30 миллионов польских злотых.
С 1820 года состоял в Обществе тамплиеров. С 1821 наместник общества по Подольской губернии, сторонник сближения с Патриотическим обществом. С 1821 член провинциального совета Патриотического общества по Киевской, Волынской и Подольской губерниям. С 1823 года был предводителем дворянства в Волынской губернии.
В 1825 ездил в Луцк для организации пропаганды среди личного состава Литовского корпуса. В августе 1825 года в его доме в Житомире состоялись переговоры с представителями Южного общества декабристов.
Арестован в Житомире 23 января 1826 года. 29 января доставлен адъютантом генерала Гогеля поручиком Лишиным в Петербург, заключён в Петропавловскую крепость. 19 марта отправлен в Варшаву в тюрьму Кармелитского монастыря. 2 февраля 1827 — вновь в Петропавловской крепости. 24 февраля 1829 года за участие в Народном патриотическом обществе был лишён титула, дворянства и сослан в Сибирь сроком на десять лет. С января 1830 в Тобольске. Оказывал поддержку малоимущим декабристам, в частности, обратился с просьбой к Бенкендорфу разрешить его жене, графине Мошинской, доставлять декабристу Василию Враницкому ежегодно по 1 тыс. рублей и такую же сумму высылать его отцу, который жил в Праге.
В 1834 переведён в Симбирск, затем разрешено вернуться на Украину. В 1840 переехал в Краков. Там занимался активной общественной и политической деятельностью. В 1846 году был членом Повстанческого совета и председателем Национального совета Кракова. В 1848 году был командиром галицийской Национальной гвардии.
В Кракове построил дом, в котором разместил для демонстрации свою богатую коллекцию, состоящую из обширной библиотеки, нумизматического материала и различных археологических артефактов. Этот дом был разобран в 80-е годы XIX столетия и на его месте сейчас находится Дворец Володковичей по улице Любич, дом 4.
Скончался 19 августа 1879 года и был похоронен на Раковицком кладбище (квартал 42).

## Семья
- Первая жена — Иоанна Яновна (урождённая ?), кузина Петра Мошинского. Была правнучкой Августа I и его фаворитки Анны Констанции фон Козель[источник не указан 4150 дней]. В браке с 1818 года, развелась со ссыльным в 1833, вышла замуж за Станислава Юревича[1].
  - Дочь — Янина (1820—1897), замужем за Юзефом Шембеком.
- Вторая жена — Анна Малиновская (1820—1889).
  - Сын — Эммануэль (1843 — 17 февраля 1863), участник восстания, погиб в бою под Меховом.
  - Сын — Ежи (24 апреля 1847—1924), публицист и политик.
  - Дочь — Зофия, замужем за Волдзимежем Телецким.
  - Дочь — Мария, замужем за Зигмунтом Пусловским.
  - Дочь — Хелена, замужем за Иоахимом Ростворовским[1]..

## Источник
- Marek Żukow-Karczewski, Pałace Krakowa. Pałac Wołodkowiczów, "Echo Krakowa", 18 X 1989 r., nr 203 (13012).
- Karolina Grodziska-Ożóg, Cmentarz Rakowicki w Krakowie (1803-1939) wyd. II Wydawnictwo Literackie Kraków 1987, стр. 128
- Декабристы. Биографический справочник. Под ред. академика М. В. Нечкиной. — М., «Наука», 1988, с. 115 — 116.